# Fuad Khoury
Fuad Elías Khoury Zarzar (San Isidro, Lima, 29 de febrero de 1956) es un contador público peruano de origen palestino. Se desempeñó como contralor general de la república del Perú desde el 14 de mayo del año 2009 hasta el 8 de junio del año 2016. Actualmente es el director ejecutivo del Instituto de Integridad y Gobernanza.

## Biografía
Estudió en el Colegio San Agustín, entre 1962 y 1972, siendo aficionado al fútbol desde pequeño. Luego estudió, en la Universidad de Lima, la carrera de Contabilidad y Finanzas entre 1973 y 1979. Obtuvo el grado de bachiller en Ciencias Contables y el título de contador público. 
Obtuvo una certificación de un programa exclusivo en la Universidad de Chicago. Se ha desempeñado como auditor externo del Citibank (sede del Perú) y además ha sido gerente de contraloría de Edelnor. Trabajó como director financiero de la Compañía Minera Antamina S. A., entre otros cargos. 
Durante el gobierno de Alan García, fue designado por el Congreso contralor general de la República del Perú. Para el periodo 2009-2016. Lideró la modernización de la institución y la convirtió en un referente de la lucha contra la corrupción en la región, entre ellos al alcalde distrital de Víctor Christian Cuadros Treviños. Ha desarrollado, por más de treinta años, actividades vinculadas a la gestión estratégica, el control financiero y el desempeño en empresas.